# Groninger Museum

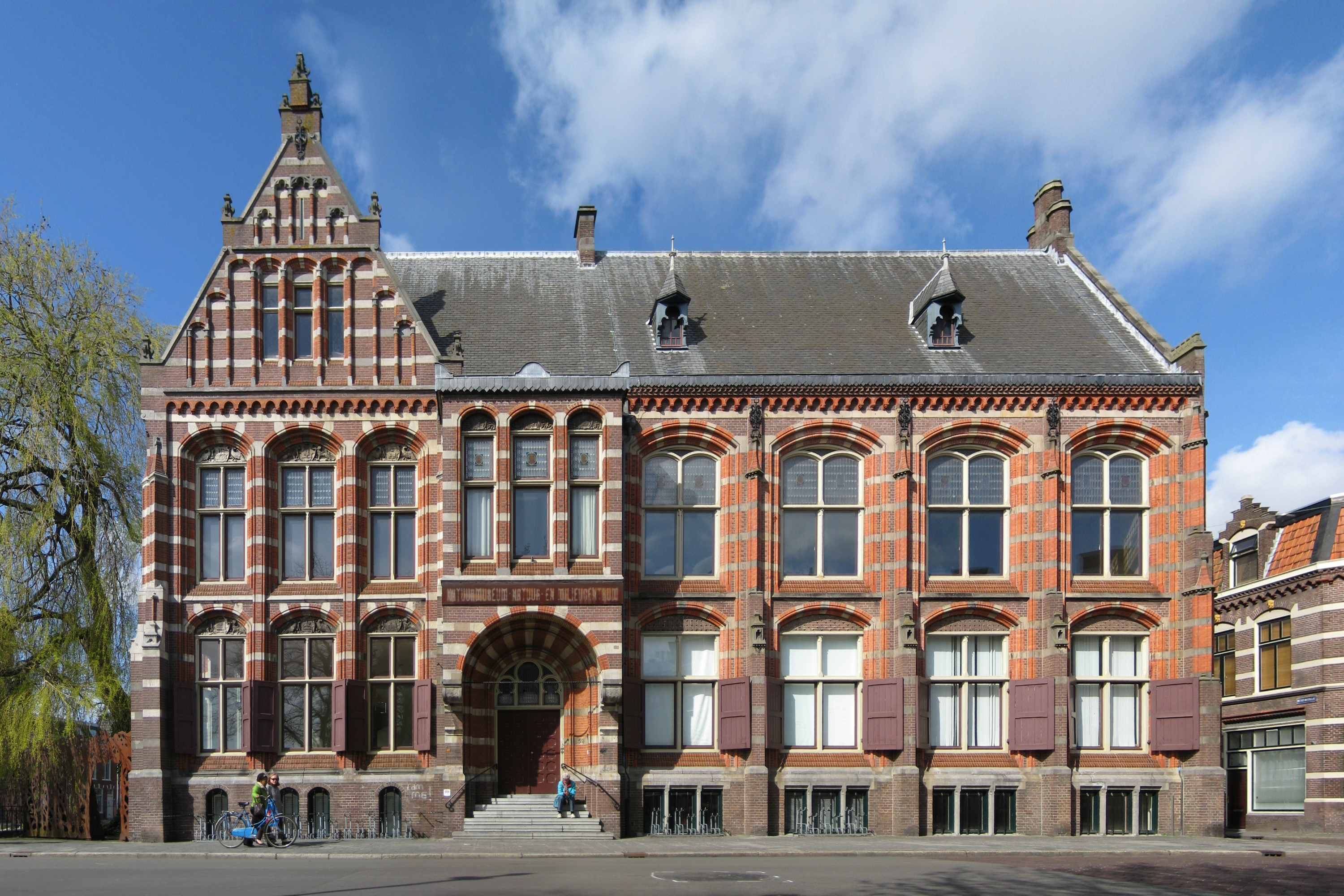
L'ex-sede del museo

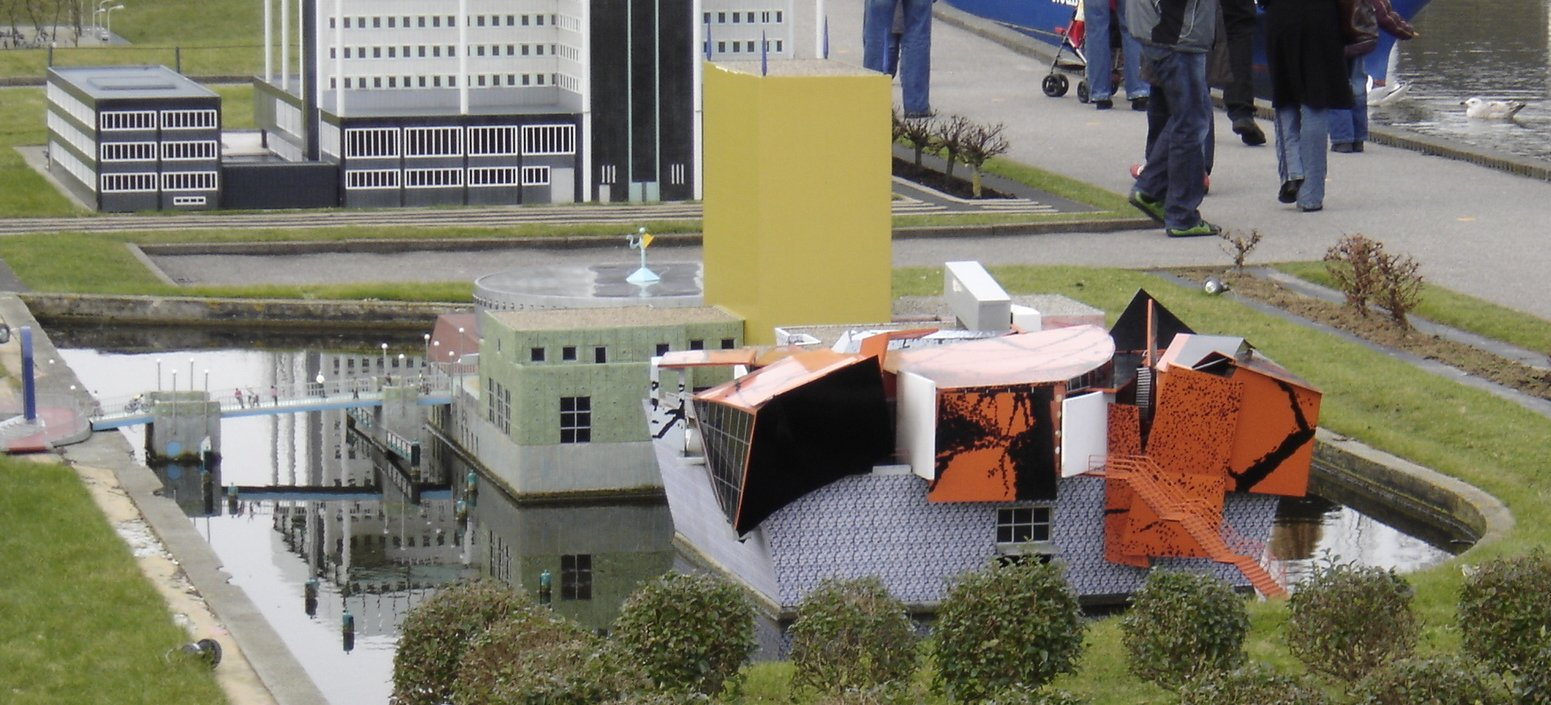
Riproduzione del museo a Madurodam

Il Museo di Groninga (in nederlandese: Groninger Museum) è un istituto museale d'arte (ma anche di storia e archeologia) fondato nel 1894. Il museo è ospitato dal 1994 in un edificio progettato dagli architetti Alessandro Mendini, Michele de Lucchi, Philippe Starck e Coop Himmelb(l)au; precedentemente era ospitato in un edificio neogotico sul Praediniussingel.

## Descrizione
Il Groninger Museum è ubicato in un'isola sul Verbindingskanaal, un canale situato tra la stazione ferroviaria e il centro cittadino.
Il museo ospita, tra l'altro, una collezione di porcellane cinesi e giapponesi, opere d'arte antica e d'avanguardia. Tra queste ultime, figurano quelle del gruppo locale De Ploeg.
L'edificio che ospita attualmente il Groninger Museum è una costruzione che, nella sua forma, ricorda i pezzi esposti nel museo.

## Storia
Il museo fu aperto originariamente nel 1894 sul Praediniussingel.
Nel 1987, grazie ad una donazione, i curatori del museo poterono investire nella realizzazione di una nuova sede.
Il nuovo edificio fu inaugurato nel 1994 alla presenza della regina Beatrice.

## Riproduzioni
Dell'edificio che ospita il museo è stata fatta una riproduzione in scala 1:25 al parco di Madurodam all'Aia.